# Малейко, Михаил Александрович
Михаил Александрович Малейко (род. 18 января 1996, Минск, Белоруссия) — российский профессиональный баскетболист, играющий на позиции тяжёлого форварда.

## Карьера
Заниматься баскетболом Михаил начал в родном Минске. Когда ему было 8 лет, в школу пришёл тренер и предложил самым высоким ребятам записаться в секцию. После переезда первого тренер Михаила Сергея Владимировича Крюкова в Москву, Малейко получил приглашение от ЦСКА.
9 ноября 2014 года Малейко дебютировал за основную команду ЦСКА в матче Единой лиги ВТБ против «Красных крыльев» (92:51). В этой игре Михаил отметился 1 очком, 2 подборами и 1 передачей.
В январе 2017 года Малейко был признан «Самым ценным игроком» Единой молодёжной лиги ВТБ по итогам месяца. В 4 играх Михаил в среднем набирал 15,5 очка, 6,3 подбора, 2,0 передачи и 21,8 балла за эффективность.
В июле 2017 года стал игроком ЦСКА-2, выступающим в Суперлиге-1 дивизион.
Сезон 2019/2020 Малейко начинал в «Уралмаше», где набирал в среднем 4,6 очка, 1,7 подбора и 0,4 передачи. В феврале 2020 года Михаил и екатеринбургский клуб расторгли контракт по обоюдному соглашению сторон.
Свою карьеру Михаил Малейко продолжил в магнитогорском «Динамо», куда присоединился после ухода из «Уралмаша», и провел остаток сезона 2019-2020 именно там.
В начале нового игрового сезона 2020-2021 года, Малейко подписал контракт с баскетбольным клубом «Тамбов», где провел 2 сезона (2020-2021 и 2021-2022) и набирал в среднем 8,8 очка, 4,8 подбора и 1,1 передачи за 20,1 минуты игрового времени.
Летом 2022 года Малейко подписал однолетний контракт с «Химками», в составе которых сыграл 26 матчей. В составе команды Михаил стал бронзовым призером Суперлиги.
По истечении контракта с «Химками» Михаил вернулся как минимум на 1 сезон в «Тамбов».

## Сборная России
В июле 2016 года Малейко вошёл в итоговую заявку юношеской сборной России (до 20 лет) для участия в чемпионате Европы в дивизионе Б. Заняв 9 место, игрокам сборной не удалось выполнить задачу по возвращению команды в дивизион А. Михаил принял участие во всех встречах турнира, по итогам набрав 4,7 очка, 3 подбора, 0,6 передачи, 0,7 перехвата в среднем за 11,1 минуты.

## Достижения
- Бронзовый призёр Суперлиги-2 дивизион: 2021/2022
- Чемпион Единой молодёжной лиги ВТБ (3): 2014/2015, 2015/2016, 2016/2017

## Статистика
| Сезон                                                                                   | Команда | Лига            | GP | GS | MPG | FG%  | 3P%  | FT%  | RPG | APG | SPG | BPG | PPG |  |
| 2014/15                                                                                 | ЦСКА    | Единая лига ВТБ | 6  | 0  | 3,4 | 33,3 | 50,0 | 33,3 | 0,7 | 0,3 | 0,0 | 0,0 | 1,0 |  |
|                                                                                         |         | Всего           | 6  | 0  | 3,4 | 33,3 | 50,0 | 33,3 | 0,7 | 0,3 | 0,0 | 0,0 | 1,0 |  |
| Наведите курсор мыши на аббревиатуры в заголовке таблицы, чтобы прочесть их расшифровку |         |                 |    |    |     |      |      |      |     |     |     |     |     |  |